# Pluralism (musikalbum)
Pluralism är musikalbum av Eldkvarn, utgivet 1993. Albumet är gruppens femtonde, och innehåller endast låtar skrivna av Plura Jonsson. 
På albumet har gruppen sökt efter ett mer modernt och looporienterat sound. Det är första albumet utan trummisen Peter Smoliansky som hoppade av bandet innan inspelningarna började. Producenten Magnus Persson spelade istället trummor, samt skötte trumprogrammeringar.

## Låtlista
Alla låtar är skrivna och komponerade av Plura Jonsson. 
| Nr  | Titel                           | Kompositör | Notering                                               | Längd |
| --- | ------------------------------- | ---------- | ------------------------------------------------------ | ----- |
| 1.  | Vår lilla stad                  |            | Finns även live på Tempel av alkohol                   | 3:49  |
| 2.  | Allt står på spel               |            |                                                        | 5:22  |
| 3.  | Hälften ont, hälften gott       |            |                                                        | 4:30  |
| 4.  | Chevrolet                       |            | Finns även live på Tempel av alkohol och Kärlekens väg | 5:30  |
| 5.  | Män som mig                     |            | Finns även live på Kärlekens låga                      | 4:40  |
| 6.  | Två brustna hjärtan och tio blå |            | Lap steel: Micke Andersson                             | 4:02  |
| 7.  | Rum 109, våning nr 3            |            |                                                        | 4:21  |
| 8.  | Kontraktet på mitt hjärta       |            |                                                        | 4:20  |
| 9.  | Absolut ingenting               |            |                                                        | 3:29  |
| 10. | Allting hon gjorde med mig      |            |                                                        | 3:43  |
| 11. | Nattens skepp                   |            |                                                        | 4:53  |
| 12. | Varje snöflinga som faller      |            |                                                        | 3:34  |

## Listplaceringar
| Lista (1993) | Topplacering |
| ------------ | ------------ |
| Sverige      | 11           |